# ينس كارلسون
ينس كارلسون (بالسويدية: Jens Karlsson)‏ هو لاعب هوكي الجليد سويدي، ولد في 7 نوفمبر 1982 في غوتنبرغ في السويد.

## وصلات خارجية
- ينس كارلسون على موقع دوري الهوكي الوطني (الإنجليزية)
- ينس كارلسون على موقع EliteProspects.com (الإنجليزية)
- ينس كارلسون على موقع Eurohockey.com (الإنجليزية)
- ينس كارلسون على موقع HockeyDB.com (الإنجليزية)